# Anthidium sertanicola
Anthidium sertanicola är en biart som beskrevs av moure, Urban och > 1964. Anthidium sertanicola ingår i släktet ullbin, och familjen buksamlarbin. Inga underarter finns listade i Catalogue of Life.